# Homing-Endonuklease

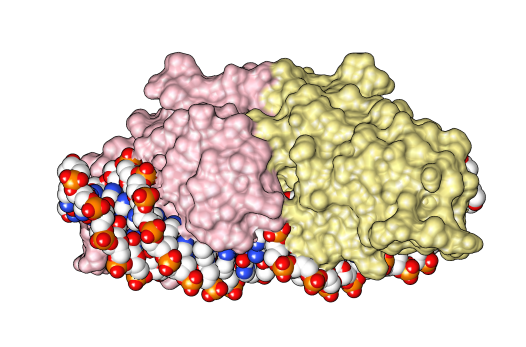
Homing-Endonuklease (Homodimer) auf einem DNA-Doppelstrang

Eine Homing-Endonuklease bezeichnet eine Endonuklease mit einer asymmetrischen Erkennungssequenz. Homing-Endonukleasen kommen meistens in mobilen genetischen Elementen wie einigen selbstspleißenden Introns (aus Gruppe I oder II) oder manchen Inteinen vor und dienen dort zur Einleitung der Insertion ihres mobilen genetischen Elements. Daher gehören ihre Gene zu den eigennützigen DNA.

## Eigenschaften
Mobile genetische Elemente mit Homing-Endonukleasen treten in verschiedenen Reichen auf, z. B. bei Bakteriophagen, Bakterien, Archaeen, Protisten und eukaryotischen Zellorganellen. Die Homing-Endonukleasen erfüllen dabei Funktionen wie DNA-Abbau, Restriktionsenzyme, DNA-Reparaturenzyme, Intron-Spleißfaktoren und Transkriptionsfaktoren. Homing-Endonukleasen können sich durch sequenzspezifisch induzierte DNA-Doppelstrangbrüche und eine nachfolgend einsetzende DNA-Reparatur selektiv in ein Allel einfügen lassen, in dem sich bisher kein mobiles genetisches Element mit Homing-Endonuklease befindet. Daher stammt die Bezeichnung homing (engl. für ‚Zielsuche‘, ‚Heimfindeverhalten‘).
Im Gegensatz zu Restriktionsenzymen vom Typ II erkennen Homing-Endonukleasen längere Sequenzen von 20 bis 30 Basenpaaren. Dadurch wird eine Nukleinsäure auch bei einzelnen auftretenden Punktmutationen in der Erkennungssequenz noch geschnitten. Sie werden nach ihrem Aufbau in sechs Gruppen unterteilt, bei denen vier verschiedene katalytische Proteinstrukturmotive vorkommen. Diese sechs Gruppen werden nach charakteristischen Aminosäuresequenzen LAGLIDADG, HNH, His-Cys box, GIY-YIG, PD-(D/E)xK oder EDxHD bezeichnet.
Homing-Endonukleasen werden im Zuge eines Proteindesigns gezielt verändert, um ihre Erkennungssequenzen anzupassen.